# От мошеник нагоре
„От мошеник нагоре“ (на английски: Dirty Rotten Scoundrels) е американски филм от 1988 година, криминална комедия на режисьора Франк Оз по сценарий на Дейл Лонър, Стенли Шапиро и Пол Хенинг.
В центъра на сюжета са двама мошеници, измъкващи пари от богати жени на Лазурния бряг, които сключват облог кой пръв ще успее да вземе 50 хиляди долара от млада американка. Главните роли се изпълняват от Стийв Мартин, Майкъл Кейн и Глен Хедли.
За ролята си в „От мошеник нагоре“ Майкъл Кейн е номиниран за награда „Златен глобус“ за актьор в комедия или мюзикъл.